# Parafia Najświętszego Serca Jezusowego w Koźle
Parafia pw. Najświętszego Serca Jezusowego w Koźle – parafia rzymskokatolicka należąca do  dekanatu Kolno, diecezji łomżyńskiej, metropolii białostockiej. 
Erygowana w 1995 roku. Jest prowadzona przez księży diecezjalnych.

## Obszar parafii

### Miejscowości i ulice
W skład parafii wchodzą wierni z miejscowości:

- Kozioł,
- Charubiny,
- Czerwone,
- Dudy Nadrzeczne,
- Górszczyzna,
- Łacha,
- Szablaki,
- Wincenta,
- Waszki